# Epsilon Coronae Borealis
Désignations
Epsilon Coronae Borealis (ε Coronae Borealis / ε CrB) est une étoile binaire de la constellation de la Couronne boréale. Elle est visible à l'œil nu avec une magnitude apparente combinée de 4,15. D'après la mesure de sa parallaxe annuelle par le satellite Hipparcos, le système est distant d'environ ∼ 221 a.l. (∼ 67,8 pc) de la Terre. Il se rapproche du Système solaire à une vitesse radiale héliocentrique de −32 km/s. Epsilon Coronae Borealis est localisée à un degré au nord de l'étoile variable T Coronae Borealis et constitue donc un point de repère pour la localiser.

## Système stellaire
Epsilon Coronae Borealis A, l'étoile primaire du système, est une géante rouge de type spectral K2IIIab. Son âge a été calculé à 1,74 milliard d'années ou encore à 4,13 milliards d'années. L'astre a probablement débuté sa vie comme une étoile bleu-blanc de la séquence principale de type B9.
Sa masse est environ 50 % supérieure à celle du Soleil, mais son rayon est devenu 21 fois plus grand que le rayon solaire, ce qui est équivalent au quart de l'orbite de Mercure. Sa luminosité est 150 fois supérieure à celle du Soleil et sa température de surface est de 4 365 K.
Epsilon Coronae Borealis B, l'étoile secondaire du système, est une naine orange dont le type spectral est compris entre K3V et K9V. Sa magnitude apparente est de 12,6 et elle est distante de 1,8 seconde d'arc, ce qui correspond à une séparation projetée de 135 ua. Il lui faut environ 900 ans pour compléter une orbite.
Une faible étoile de magnitude 11,5 et distante d'environ 1,5 minute d'arc, désignée Epsilon Coronae Borealis C, est également recensée dans les catalogues d'étoiles doubles et multiples. Mais il ne s'agit que d'un compagnon purement optique dont la proximité avec le système n'est que fortuite,.

## Système planétaire
La vitesse radiale d'Epsilon Coronae Borealis A a été relevée durant sept ans, entre janvier 2005 et janvier 2012. Une oscillation avec une période d'environ 418 jours a alors été enregistrée. Cette perturbation a été calculée comme étant provoquée par une planète d'une masse minimale de 6.7 MJ qui orbite à une distance de 1,3 ua et selon une excentricité de 0,11 :
| Planète | Masse         | Demi-grand axe (ua) | Période orbitale (jours) | Excentricité | Inclinaison | Rayon |
| ------- | ------------- | ------------------- | ------------------------ | ------------ | ----------- | ----- |
| b       | ≥6,7 ± 0,3 MJ | 1,3                 | 417,9 ± 0,5              | 0,11 ± 0,03  |             |       |